# Josefina Niggli
Josephine Niggli conocida como Josefina Niggli (Monterrey, 13 de julio de 1910 - Cullowhee, 17 de diciembre de 1983) fue una escritora, dramaturga, feminista, poetisa, profesora, y novelista mexicana, de orígenes anglo-estadounidense. Escribió extensamente sobre temas de origen mexicano, en los años centrales del siglo XX, antes de la aparición del movimiento Chicano, y fue la primera y, por momentos, la única estadounidense-mexicana escribiendo en inglés sobre temas mexicanos. Sus puntos de vista igualitarias de género, raza y etnia fueron progresistas para su tiempo y ayudaron a sentar las bases para las feministas chicanas posteriores, tales como Gloria Anzaldúa, Ana Castillo, y Sandra Cisneros. Niggli es hoy reconocida como "una voz literaria de la tierra, en medio de los patrimonios mexicano y anglosajón." La crítica Elizabeth Coonrod Martínez ha escrito que Niggli debe ser considerada a la par de los contemporáneos en castellano, ampliamente elogiados, tales como Mariano Azuela, Martín Luis Guzmán, y Nellie Campobello. Es la única mujer mexicana-estadounidense de tener un teatro con su epónimo.

## Biografía
Niggli era originaria de Monterrey, Nuevo León, hija de una familia de expatriados euro-americanos provenientes de EE. UU. (su padre Frederick Ferdinand, de origen suizo-alsaciano, era de Texas, y de madre, una violinista germana-irlandesa-francesa, de Virginia). Debido a la Revolución Mexicana, fue enviada a México, en 1913, y pasó gran parte de su juventud entre Monterrey y San Antonio, Texas. Como una adolescente en San Antonio, y a pesar de ser una anglo, sentía no pertenecer a la "cultura blanca", y deseaba estar de vuelta en Monterrey. Esos sentimientos fueron la base de su primer libro de poesía Mexican Silhouettes, publicado en 1928 con la ayuda de su padre. Como estudiante en la Facultad de la Voz Encarnada, Niggli fue motivada por sus profesores para convertirse en escritora, lo que la llevaría a los premios de Ladies' Home Journal y el Premio Nacional de Poesía Universidad Católica.
Niggli se convirtió en una escritora activa, y productora de la emisora de radio de San Antonio KTSA y estudiando dramaturgia en el San Antonio Little Theatre (enlace roto disponible en Internet Archive; véase el historial, la primera versión y la última)., y finalmente prosiguió en los "Carolina Playmakers" en la Universidad de Carolina del Norte en Chapel Hill, donde estudió y obtuvo su M.A. Durante ese tiempo, continuó escribiendo sobre el folclore mexicano e historia, como se aprecia en su obra Soldadera, que mostraba a mujeres soldados: soldaderas, en la Revolución mexicana, particularmente la tradición de La Adelita. Tras una breve estancia en la Facultad de UNC en Chapel Hill, se trasladó a México para trabajar para el dramaturgo Rodolfo Usigli en la Universidad Nacional Autónoma de México. En 1945, publicó una colección de sus obras de teatro, Mexican Folk Plays, con un prefacio de Usigli.
Ese mismo año, Niggli también publicó su primera novela en cuentos, Mexican Village, acerca de un estadounidense de origen mexicano (como Niggli, pero hombre) que debe enfrentar problemas con las culturas estadounidenses y mexicanos cuando retorna a México. Siguió a esto en 1947 con Step Down, Elder Brother (De bajada, Hermano Mayor), la traducción en castellano de la cual "cementó la reputación de Niggli como una gigante de la literatura mexicana en el mundo de la literatura latinoamericana." Estas novelas, escritas en inglés, estaban destinadas a ayudar a su audiencia a comprender mejor tanto a EE. UU. como a México y las experiencias de los mexicano-estadounidenses, como tales, como ha sido por ejemplo, descrita por los críticos como Gloria Anzaldúa, al mostrar una "conciencia de frontera", o lo que es, una confusión de identidad provocada por el proceso de estadounidenzación.
Cuando Mexican Village (Pueblo mexicano) fue recogido por Hollywood para ser llevada al cine (Sombrero, protagonizado por Ricardo Montalban, Pier Angeli, y Cyd Charisse), Niggli se trasladó a Hollywood y se convirtió en una "escritora estable" para la Twentieth-Century Fox y la Metro-Goldwyn-Mayer, trabajando anónimamente en películas como Siete novias para siete hermanos (Seven Brides for Seven Brothers) y la La Marca del Zorro (The Mark of Zorro). La adaptación de Mexican Village involucró un gran cambio en el género, al ser convertido en un musical.
Niggli dejó Hollywood para enseñar inglés y arte dramático en la Universidad de Carolina Oeste, donde trabajó desde 1956 hasta 1975, ayudando a fundar su Departamento de Teatro; donde la Universidad alberga hoy una colección de sus escritos y la honra dándole su nombre al teatro. En 2009, la Universidad patrocinó un tema para el campus de un año de duración, en su honor: "Josefina Niggli: A Celebration of Culture, Art, & Life". Mientras en Carolina del Norte, siguió escribiendo novelas hasta su última novela A Miracle for Mexico, publicado en 1964— y también programas de radio y televisión, incluyendo The Twilight Zone, y Have Gun – Will Travel).
Niggli falleció el 17 de diciembre de 1983, en Cullowhee, Carolina del Norte.

## Algunas publicaciones

### Novelas
- Mexican Village. 8ª edición de Northwestern University Press, 893 pp. ISBN 0810123401, ISBN 9780810123403 en línea

- Step Down, Elder Brother. Editor Rinehart, 374 pp. 1947

- A Miracle for Mexico

### Obras de teatro
- Cry of Hidalgo
- Soldadera
- The Ring of General Macias
- The Red Velvet Goat
- Sunday Costs Five Pesos
- Singing Valley
- The Fair God
- The Cry of Dolores
- Azteca
- This Is Villa
- Tooth or Shave
- Sorella
- Yes, Nellie
- Grapes Are Sometimes Sweet
- Serenata: A Symphonic Drama

### Poesía
- Mexican Silhouettes

### Colecciones
- Mexican Village and Other Works (2007: Mexican Village, Step Down, Elder Brother, y cinco obras de teatro)

## Otros honores
- Dos becas Rockefeller en dramaturgia
- Una Beca Nacional Asesor Teatro

### Premios
- De la Asociación de Mayflower, Carolina del Norte para el pueblo mexicano